# 谢莱夫特奥市镇
谢莱夫特奥市镇（瑞典語：Skellefteå kommun）是瑞典北部西博滕省的一个市镇。其治所位于谢莱夫特奥，约有31,500名居民。